# BN Андромеды
BN Андромеды (лат. BN Andromedae) — одиночная переменная звезда в созвездии Андромеды на расстоянии (вычисленном из значения параллакса) приблизительно 4754 световых лет (около 1458 парсеков) от Солнца. Видимая звёздная величина звезды — от +11,9m до +10,8m.

## Характеристики
BN Андромеды — красный гигант, пульсирующая медленная неправильная переменная звезда (LB) спектрального класса M4. Радиус — около 98,83 солнечных, светимость — около 1432,654 солнечных. Эффективная температура — около 3572 K.